# 红石蟹
红石蟹（学名：Grapsus grapsus）是美洲西海岸最常见的一种螃蟹之一。它生活在墨西哥、中美洲、南美洲（南至秘鲁北部）的太平洋沿岸及附近岛屿。这是加拉帕戈斯群岛的许多魅力物种之一，并经常出现在群岛的照片上，有时海鬣蜥一起栖息在海边的石头上。

## 生物特徵
红石蟹是一种典型的螃蟹，五对爪，两个前爪较小，块状，螯对称，其他爪阔且平。红石蟹呈圆形，扁形的甲壳长度刚刚超过8厘米。未成年的红石蟹是黑色或深褐色，在火山岛黑色熔岩海岸是很好的伪装。成年蟹的颜色多样。一些为深棕红色，有些斑驳，或者有棕色，粉红色，或黄色斑点。热带岛屿动物的照片上看到的往往背部为明亮的橙色或红色，带有条纹或斑点，腹侧部为蓝色和绿色，爪子红色，眼睛则为粉红色或蓝色。

## 生态和行为
这种蟹生活在经常汹涌的多风的海岸的岩石之间，略高于海喷雾。它以藻類为主食，有时品尝植物和动物尸体。牠們是一種能快速移动的敏捷的螃蟹，並很难被捕捉。不被视为适合人类食用，它被渔民用作鱼饵。
红石蟹已经被观察到从加拉帕戈斯群岛海鬣蜥抓取蜱的明显的清除共生。

## 图库

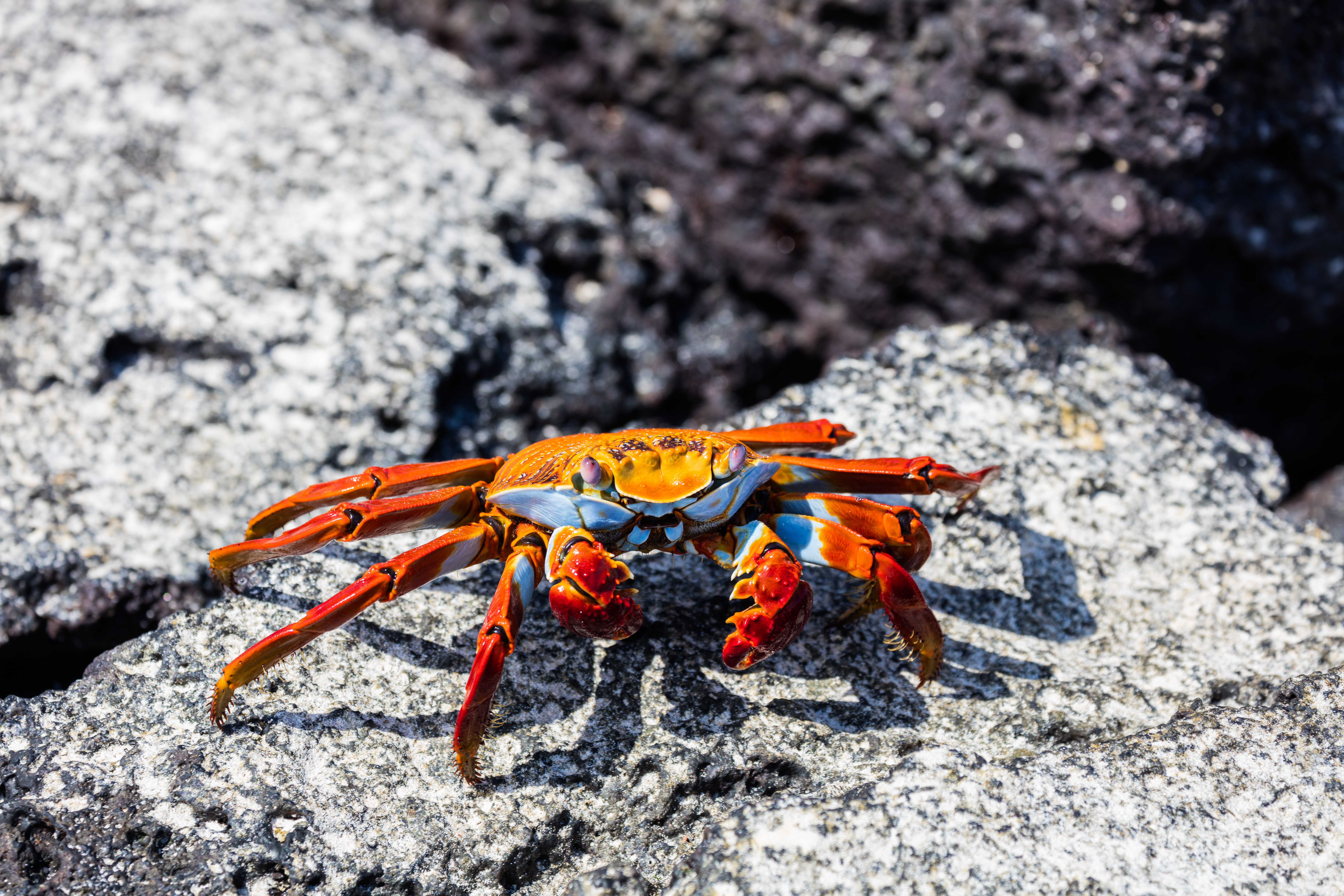
科隆群岛Baltra上红石蟹.
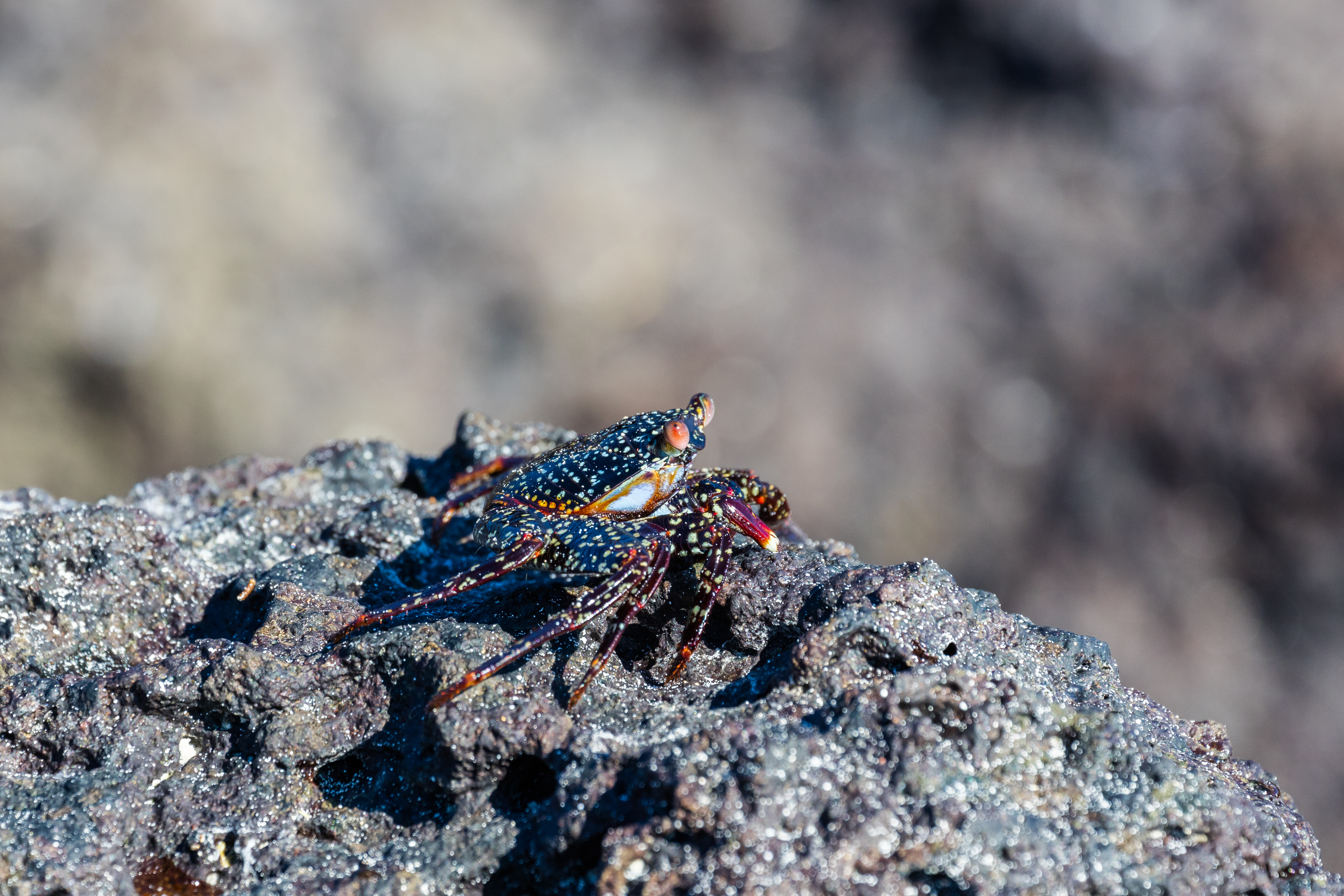
科隆群岛上未成年的红石蟹.
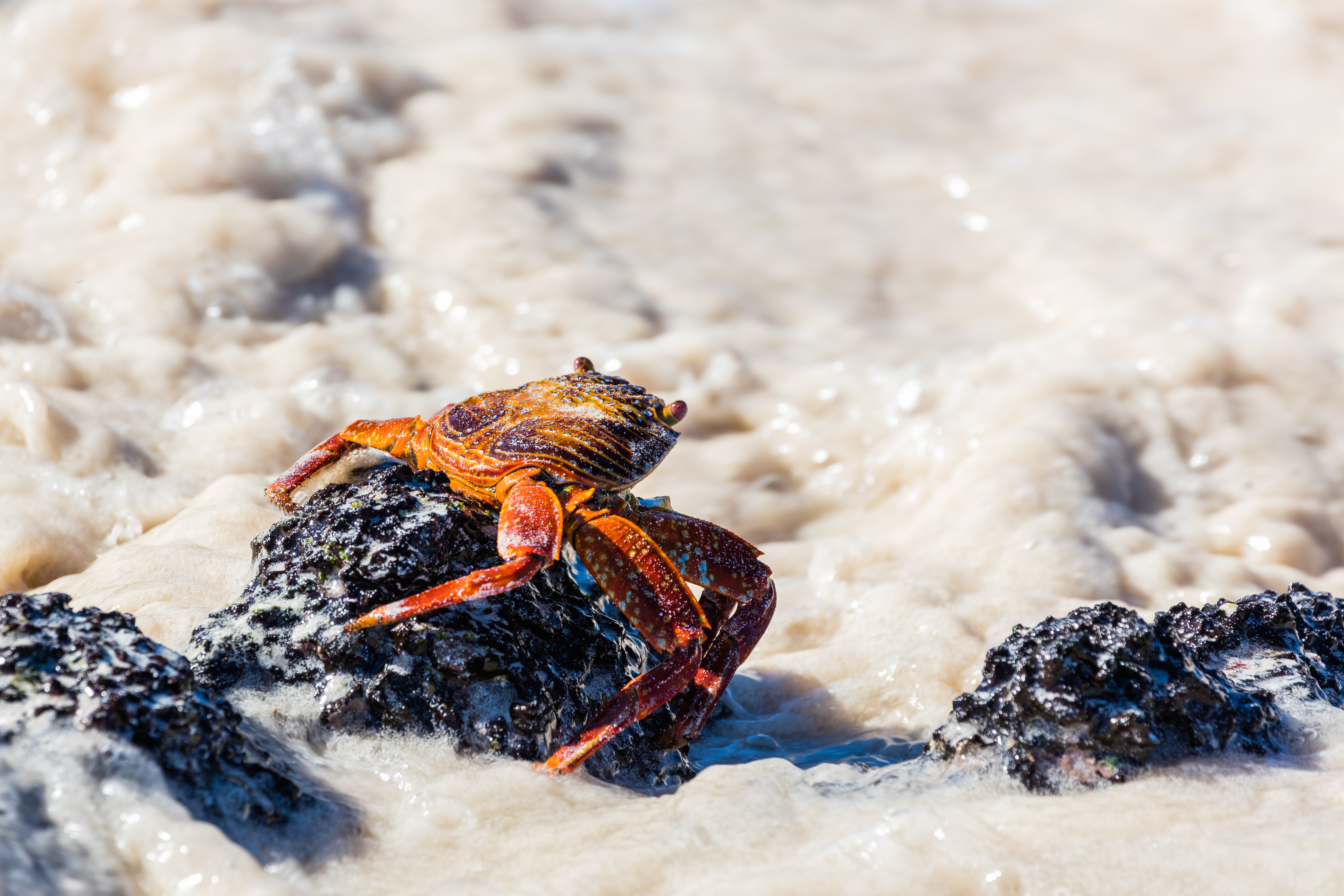
科隆群岛San Cristobal上成年的红石蟹.
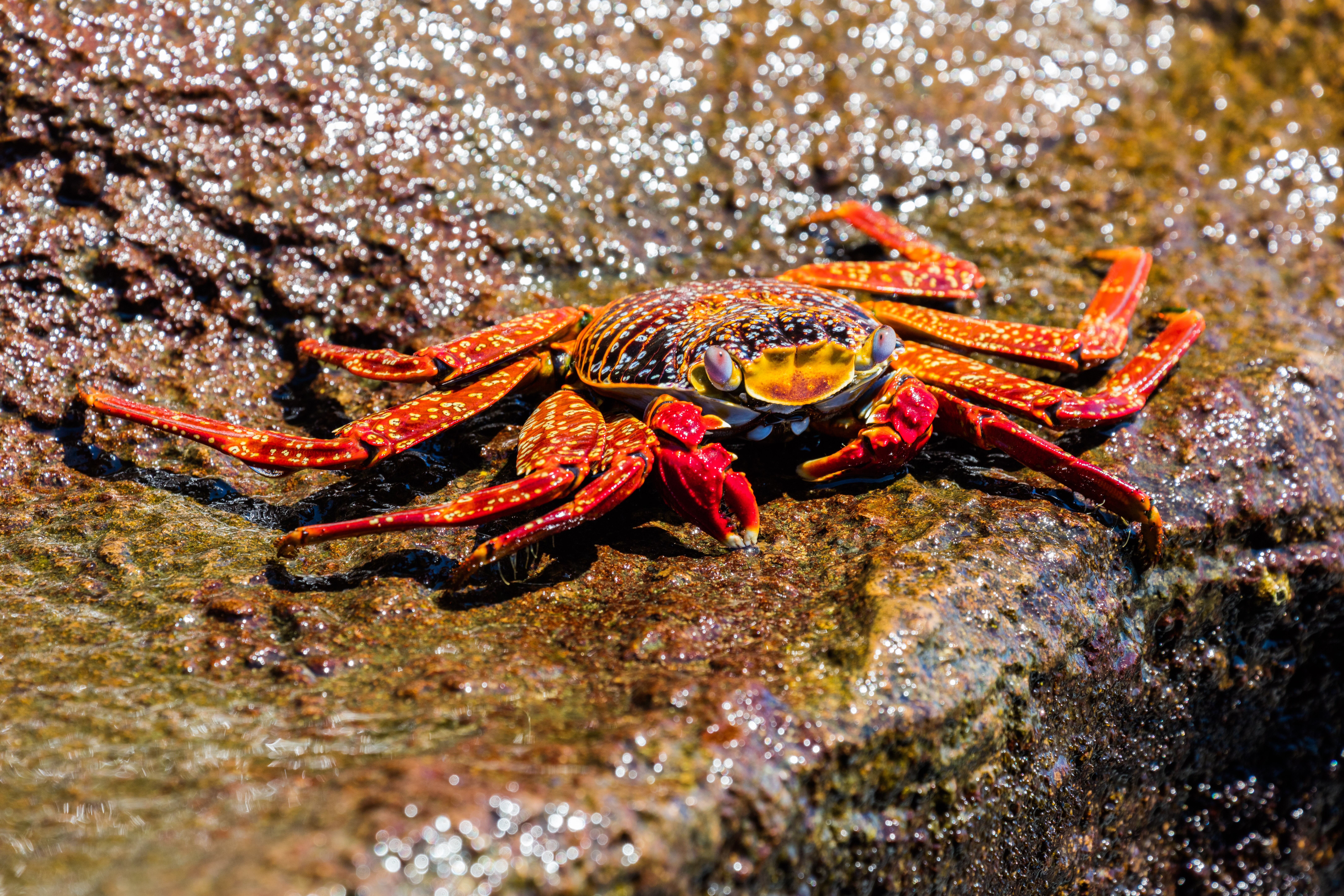
科隆群岛Punta Pitt (San Cristobal)上成年的红石蟹.
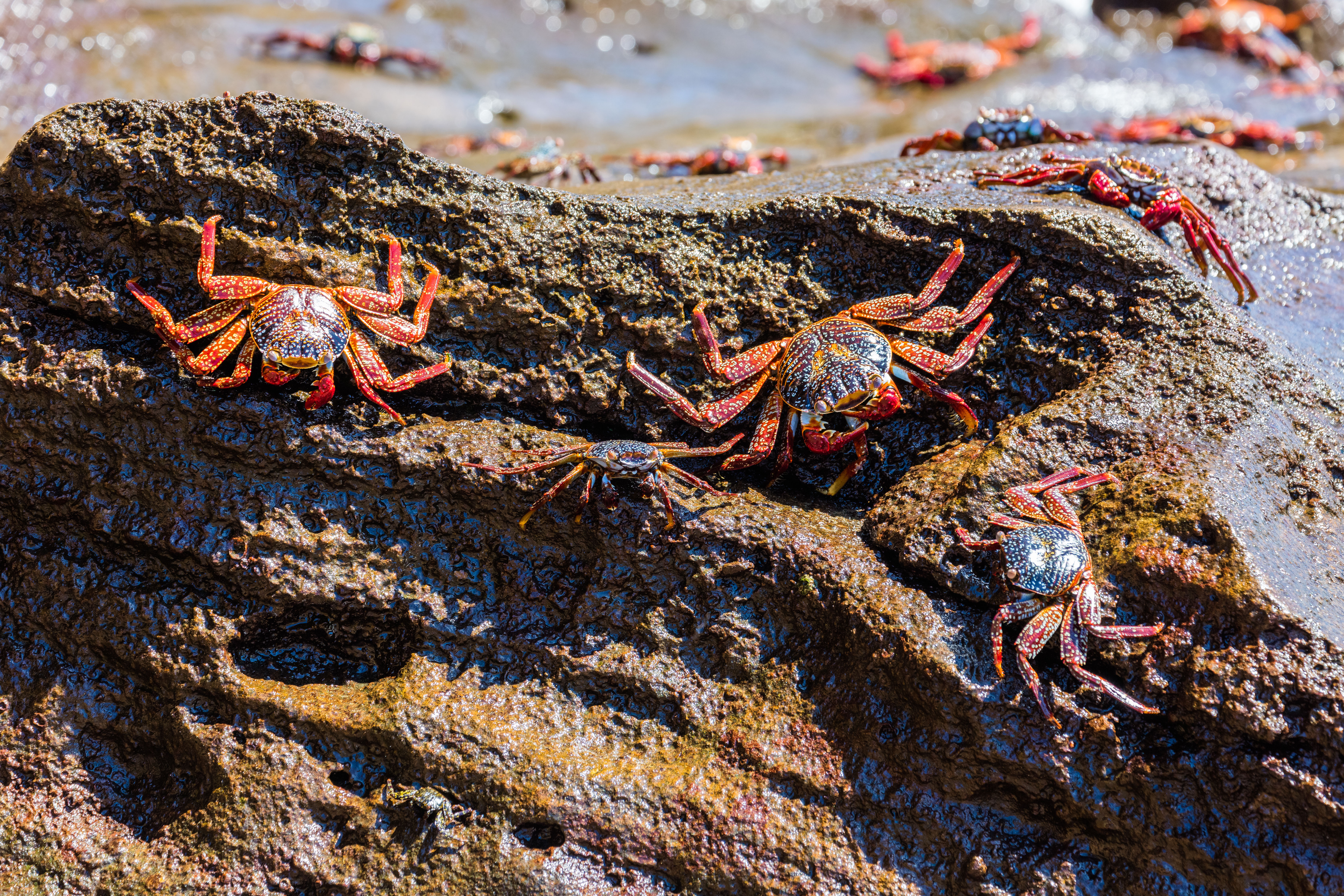
科隆群岛San Cristobal上红石蟹群.
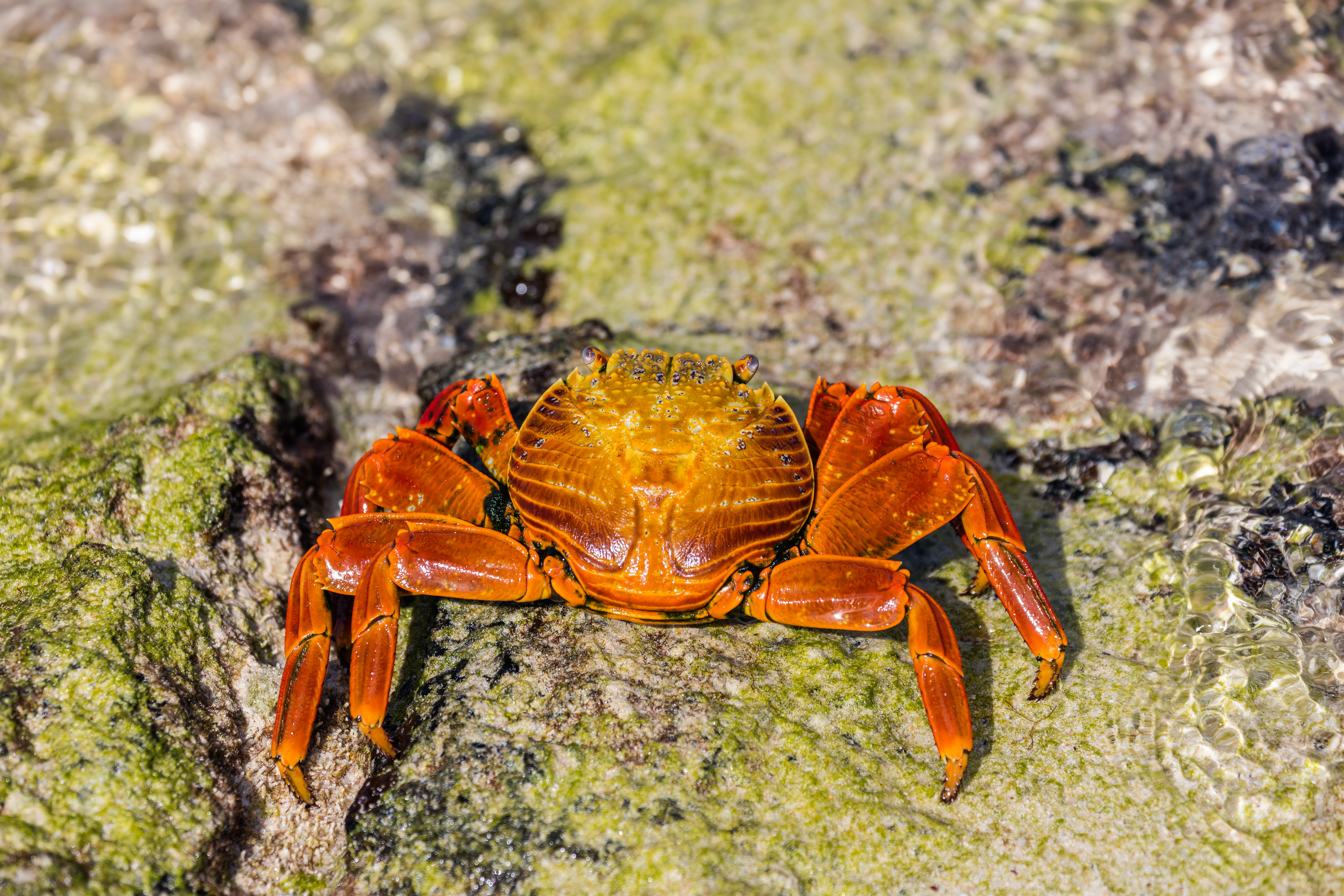
科隆群岛Baltra上成年的红石蟹.
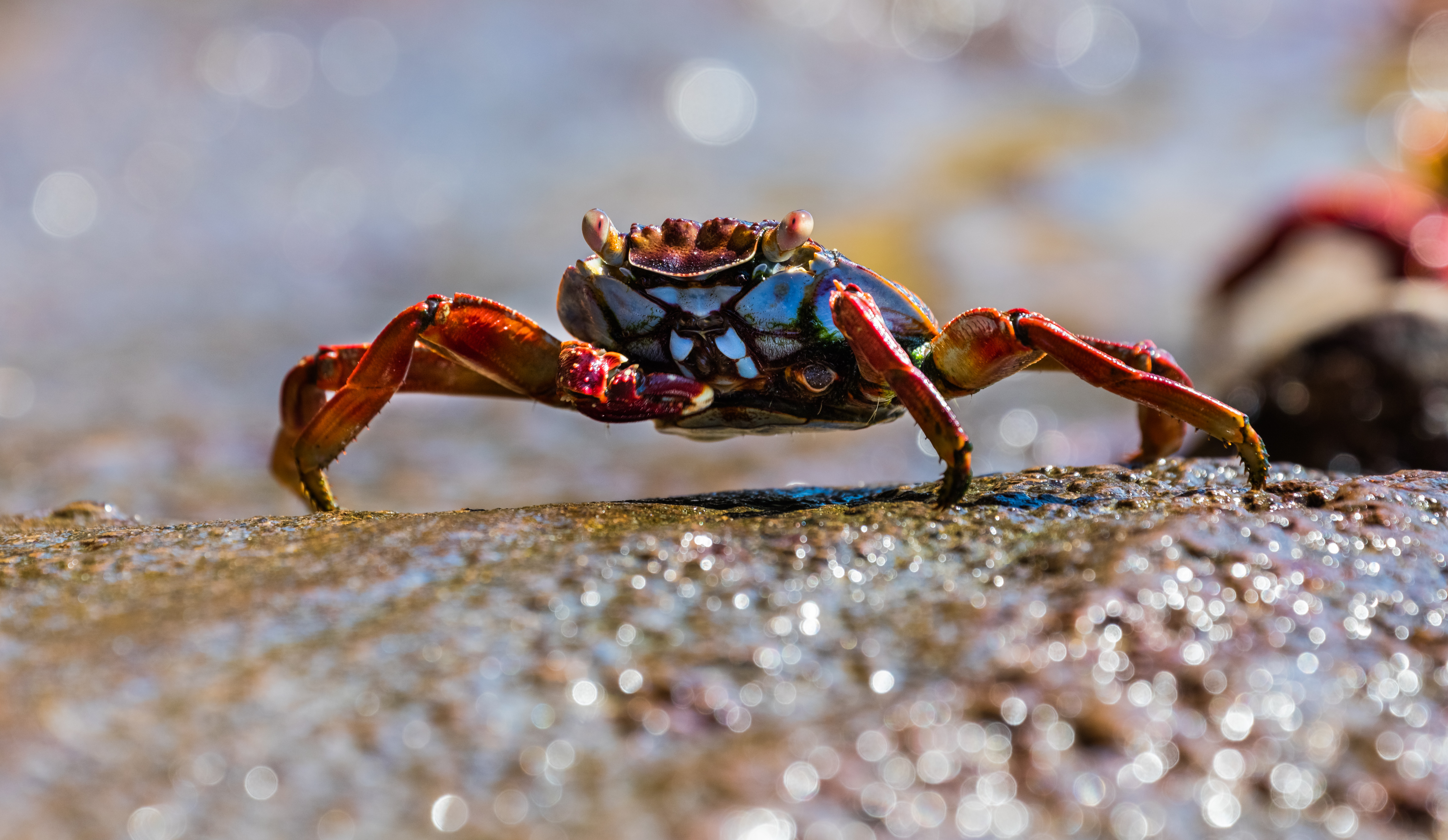
红石蟹的下部.